# Smrče
Smrče este un sat din comuna Kolašin, Muntenegru. Conform datelor de la recensământul din 2003, localitatea are 29 de locuitori (la recensământul din 1991 erau 30 de locuitori).

## Demografie
În satul Smrče locuiesc 27 de persoane adulte, iar vârsta medie a populației este de 39,0 de ani (34,2 la bărbați și 43,5 la femei). În localitate sunt 8 gospodării, iar numărul mediu de membri în gospodărie este de 2,75.
Această localitate este populată majoritar de sârbi (conform recensământului din 2003).
|  |

| Demografie | Demografie | Demografie |
| An         | Locuitori  | Locuitori  |
| ---------- | ---------- | ---------- |
|            |            |            |
|            |            |            |
|            |            |            |
|            |            |            |
| 1948       | 112        |            |
| 1953       | 114        |            |
| 1961       | 101        |            |
| 1971       | 66         |            |
| 1981       | 32         |            |
| 1991       | 30         | 30         |
| 2003       | 29         | 29         |

| \| Componența etnică conform recensământului din 2003[2] \| Componența etnică conform recensământului din 2003[2] \| Componența etnică conform recensământului din 2003[2] \| Componența etnică conform recensământului din 2003[2] \| Componența etnică conform recensământului din 2003[2] \| \| ----------------------------------------------------- \| ----------------------------------------------------- \| ----------------------------------------------------- \| ----------------------------------------------------- \| ----------------------------------------------------- \| \| \| \| \| \| \| \| Sârbi \| Sârbi \| \| 24 \| 82,75% \| \| Muntenegreni \| Muntenegreni \| \| 5 \| 17,24% \| \| necunoscută \| necunoscută \| \| 0 \| 0% \| |              |  |    |        |
| Componența etnică conform recensământului din 2003 |              |  |    |        |
| |              |  |    |        |
| Sârbi | Sârbi        |  | 24 | 82,75% |
| Muntenegreni | Muntenegreni |  | 5  | 17,24% |
| necunoscută | necunoscută  |  | 0  | 0%     |